# Trammuseum

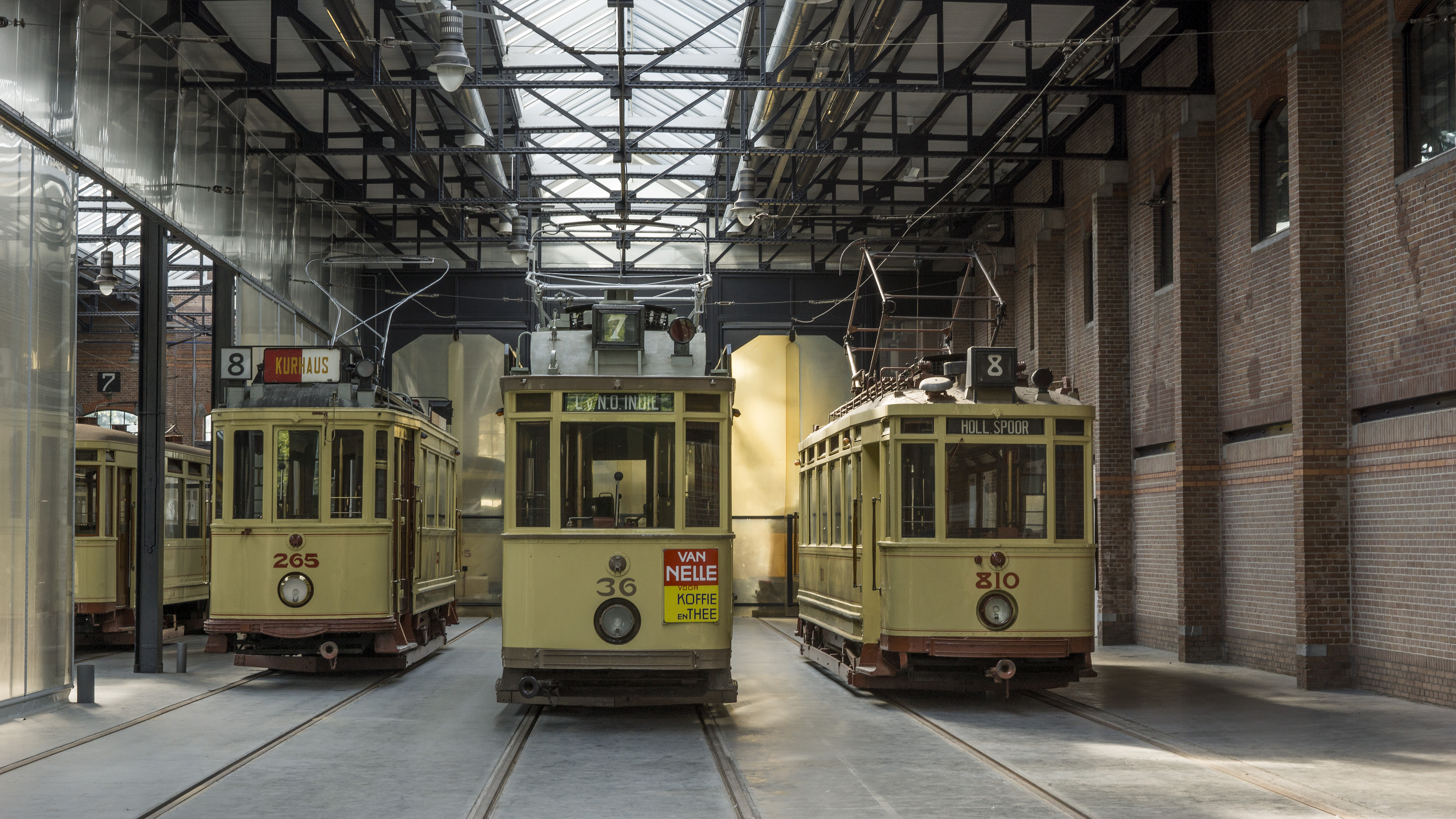
Haags Openbaarvervoer museum tram 36/265/810

Een trammuseum is een museum dat tot doel heeft het verzamelen van (historische) trams en zaken die met tramgeschiedenis te maken hebben. In diverse steden waar trams rijden of gereden hebben zijn trammusea opgericht. Vaak zijn trammusea verbonden met een museumtramlijn.

## Museums naar land
- België: Lijst van trammusea
- Nederland: Lijst van trammusea
- Denemarken: Trammuseum Skjoldenæsholm
- Duitsland: Hannovers Trammuseum en Bergisches Straßenbahnmuseum
- Engeland: National Tramway Museum
- Oostenrijk: Tramway Museum Graz
- Zweden: Zweeds Stadstransportmuseum